# Archivio storico Ricordi
(Luciano Berio)
L'Archivio Storico Ricordi raccoglie i documenti dell'editore musicale Ricordi dalla fondazione nel 1808 fino al 1994 e costituisce una delle più importanti raccolte musicali private del mondo. Nel 1994 l'Archivio è acquisito dal gruppo dei media Bertelsmann che da allora ne garantisce la conservazione e lo sviluppo culturale. Dal 2003 è ospitato all'interno della Biblioteca Nazionale Braidense nel Palazzo di Brera a Milano.
L'Archivio conserva le partiture autografe di 23 delle 28 opere di Giuseppe Verdi, di tutte le opere di Giacomo Puccini (con la sola eccezione de La rondine), nonché di opere di Vincenzo Bellini, Gioachino Rossini e Gaetano Donizetti, fino ai contemporanei come Luigi Nono, Salvatore Sciarrino e Sylvano Bussotti. L'Archivio custodisce inoltre un ricco patrimonio iconografico legato alle prime rappresentazioni operistiche, composto da bozzetti scenici, figurini dei costumi, schizzi e piante sceniche, il fondo fotografico e quello epistolare oltre a una documentazione aziendale che permette di ricostruire la genesi dei grandi capolavori operistici.
La sezione iconografica dell'Archivio dà la possibilità di conoscere un patrimonio che non è solo legato all'attività strettamente musicale, ma si estende a quello pittorico, scenografico, e delle arti minori (come ad esempio la storia del costume, i gioielli, i diversi manufatti), aziendale (ricostruendo i rapporti che intercorrevano fra editore e artista, fosse musicista, poeta o grafico), e al mondo del teatro (dall'impresario ai cantanti ai direttori d'orchestra). La collezione permette di ripercorrere la vita umana e professionale dei compositori, partendo dalle loro primissime opere, ad esempio Oberto, Conte di San Bonifacio di Giuseppe Verdi e Le Villi di Giacomo Puccini, fino ad arrivare ai loro ultimi capolavori, come il verdiano Falstaff e l'incompiuta Turandot di Puccini.

## Storia
Giovanni Ricordi, grazie al suo lavoro di copista, dal 1803, firma diversi contratti con alcuni teatri milanesi, i quali gli accordano i diritti di diffusione di parti del materiale musicale da lui prodotto. Queste acquisizioni, di fatto, costituiscono la genesi dei materiali dell'Archivio Storico Ricordi. Nel corso degli anni Ricordi si specializza nelle tecniche di stampa musicale e nel 1808 fonda la casa editrice Ricordi. Le prime pubblicazioni non riguardano ancora opere liriche, bensì composizioni strumentali e un periodico musicale concepito per essere pubblicato su abbonamento. Ricordi riesce a stipulare ulteriori contratti con altri teatri milanesi, che gli accordano condizioni sempre più vantaggiose per la sua attività commerciale.
Dal dicembre del 1814 Giovanni Ricordi lavora in qualità di copista e suggeritore presso la Scala di Milano, diventando nel 1820 “Editore e proprietario della musica”, momento dal quale si assiste ad un aumento della musica teatrale nel catalogo dell'editore. Ricordi ha conquistato nel frattempo una certa notorietà, istruisce apprendisti nelle tecniche della calcografia (tra gli altri, Francesco Lucca, che più tardi diventerà il suo principale concorrente in campo editoriale), ed estende il proprio archivio.
Il coscienzioso lavoro di promozione svolto da Ricordi nei confronti degli autori e del loro lavoro, unito al suo intuito imprenditoriale, fanno sì che, in appena quarant'anni di vita, una piccola copisteria musicale si trasformi in un editore musicale influente e di grande successo.
Alla morte di Giovanni, la direzione della casa editrice passa al figlio Tito I Ricordi, per conoscere l'apice del suo successo ed espansione sotto la guida di Giulio Ricordi. Quest'ultimo è dotato di grande intuito e di un'eccellente conoscenza del mercato musicale, nel momento in cui l'energia produttiva di Giuseppe Verdi comincia a scemare, Giulio Ricordi si mette alla ricerca di un nuovo astro, che riconosce in Giacomo Puccini. L'editore-impresario ha nel frattempo sviluppato e consolidato il proprio primato nell'ambito dell'editoria musicale. Nel 1910 vengono inaugurati, per la produzione e il magazzinaggio, dei nuovi e più spaziosi locali, in questo periodo il 70% delle opere in cartellone alla Scala appartiene al catalogo Ricordi, rispetto al periodo intorno al 1860 il giro d'affari legato ai contratti editoriali si è triplicato.

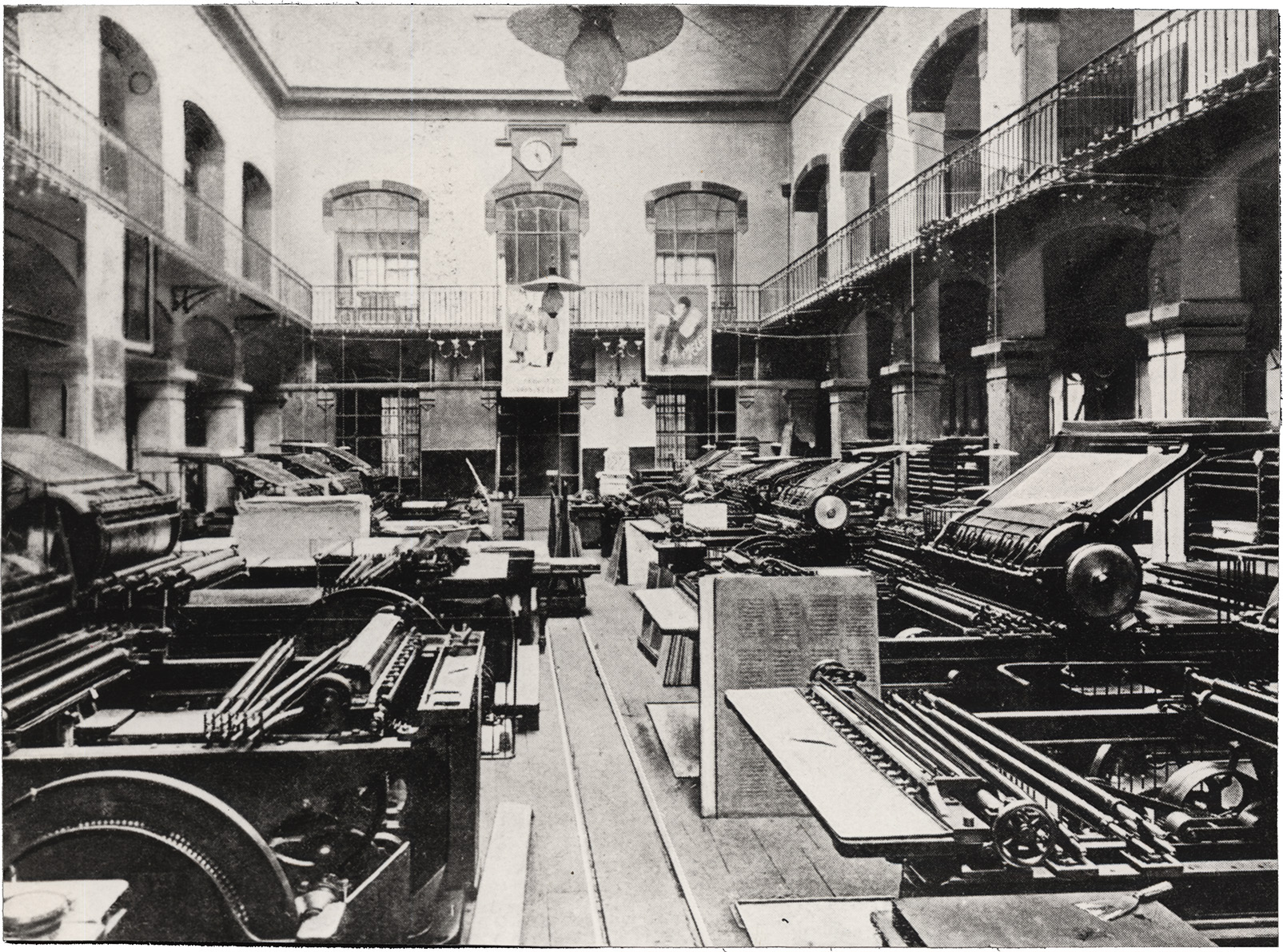
Officine Ricordi, 1904

Dopo la morte di Giulio Ricordi il 6 giugno 1912, il figlio Tito II assume la direzione di Casa Ricordi e il compito di guidarla attraverso la crisi scatenata dalla prima guerra mondiale. L'euforia suscitata dai nuovi indirizzi che la casa editrice aveva imboccato sotto il profilo tecnologico e artistico, si spegne. Nel 1919 si dimette dalla direzione della casa editrice a causa di imprecisioni finanziarie che preoccupano il consiglio di vigilanza. A 111 anni dalla fondazione si interrompe la gestione della ditta da parte della famiglia Ricordi.
Da allora l'azienda viene diretta da Carlo Clausetti e Apostolo Renzo Valcarenghi, noto come Renzo Valcarenghi, che già avevano diretto alcune filiali di Casa Ricordi. Giungono gli anni del fascismo e la seconda guerra mondiale. Nel 1944, dopo anni di crisi e il bombardamento su Milano del 1943 che distrusse parte dell'archivio, viene istituito un direttivo composto da tre persone che assicura la continuità della conduzione familiare dell'azienda: si tratta di Alfredo Colombo, Eugenio Clausetti (figlio di Carlo) e Camillo Ricordi (figlio di Manolo Ricordi). Questo trio si dedica alla ricostruzione dell'archivio e al rilancio dell'impresa. Il dopoguerra è contrassegnato dall'introduzione della tecnica di riproduzione della musica, con conseguente separazione della musica d'intrattenimento dalla musica colta. Ricordi decide quindi di fare il suo ingresso nel mercato della musica leggera con la “Radio Record Ricordi” (“RRR”) fondata nel 1948, ponendo le basi per la fondazione della “Dischi Ricordi” nel 1958 con la registrazione al Teatro alla Scala di Medea di Luigi Cherubini, a cura di Nanni Ricordi, con Maria Callas, Renata Scotto e Tullio Serafin nel cast.
La casa editrice Ricordi, che nel frattempo ha trasferito lo stabilimento da Viale Campania a Via Salomone, malgrado il successo della Dischi Ricordi, non riesce a intessere un vero legame con la musica popolare, ma diventa la sede editoriale di figure di spicco della musica contemporanea e - dopo una posizione inizialmente conservatrice - soprattutto per il teatro musicale, che riceve impulsi cruciali per l'innovazione dall'Italia.

## L'Archivio oggi

### Digitalizzazione
Nel 2006 è stato avviato un progetto di catalogazione e digitalizzazione di una parte dell'Archivio, in particolare i fondi relativi a Giuseppe Verdi e Giacomo Puccini. 
Il progetto di digitalizzazione è stato avviato grazie ad una convenzione tra Ricordi & C. e il Ministero per i Beni e le Attività Culturali, il Dipartimento per i Beni Archivistici e Librari, la Direzione Generale per i Beni Librari ed Istituti Culturali, cui si affiancano la Biblioteca nazionale braidense e il Laboratorio di Informatica Musicale dell'Università degli Studi di Milano. I risultati del progetto sono consultabili sul portale di Internet Culturale.
Nel 2019 L'Archivio Storico Ricordi aggiunge un tassello al processo di digitalizzazione del suo patrimonio, attivando una collaborazione con Wikimedia Italia e un nuovo progetto open source per favorire l'accesso alle risorse in rete, coinvolgendo studiosi e appassionati nella trascrizione delle Lettere di Casa Ricordi online. Il processo di digitalizzazione, che ha visto la pubblicazione di 13 500 documenti iconografici nel 2016 e 31 000 lettere aziendali nel 2018, prosegue con queste due iniziative per ampliare la conoscenza condivisa e l'utilizzo partecipativo della Collezione Digitale, parte integrante del piano di valorizzazione culturale dell'Archivio promosso dal gruppo dei media Bertelsmann.

### Mostre
L'Archivio è attivo nella divulgazione dei suoi contenuti attraverso progetti espositivi. Nel 2013 in occasione delle celebrazioni dei 200 anni della nascita di Giuseppe Verdi ha prodotto con Bertelsmann la mostra The Enterprise of Opera - Verdi Boito Ricordi. Nel 2017 l'Archivio ha contribuito alla mostra Opera: Power, Passion and Politics promossa dal Victoria & Albert Museum di Londra, per la sezione relativa a Nabucco. Nel 2017 l'Archivio ha prodotto la mostra Salvatore Sciarrino - il segno e il suono a Palazzo Reale, Milano. Nel 2019 la mostra Verdi: Creating Otello and Falstaff—Highlights from the Ricordi Archive presso The Morgan Library & Museum, New York. L'Archivio collabora con il Museo teatrale alla Scala di Milano con postazioni interattive e contributi alle mostre temporanee.

## Collezioni

### Partiture

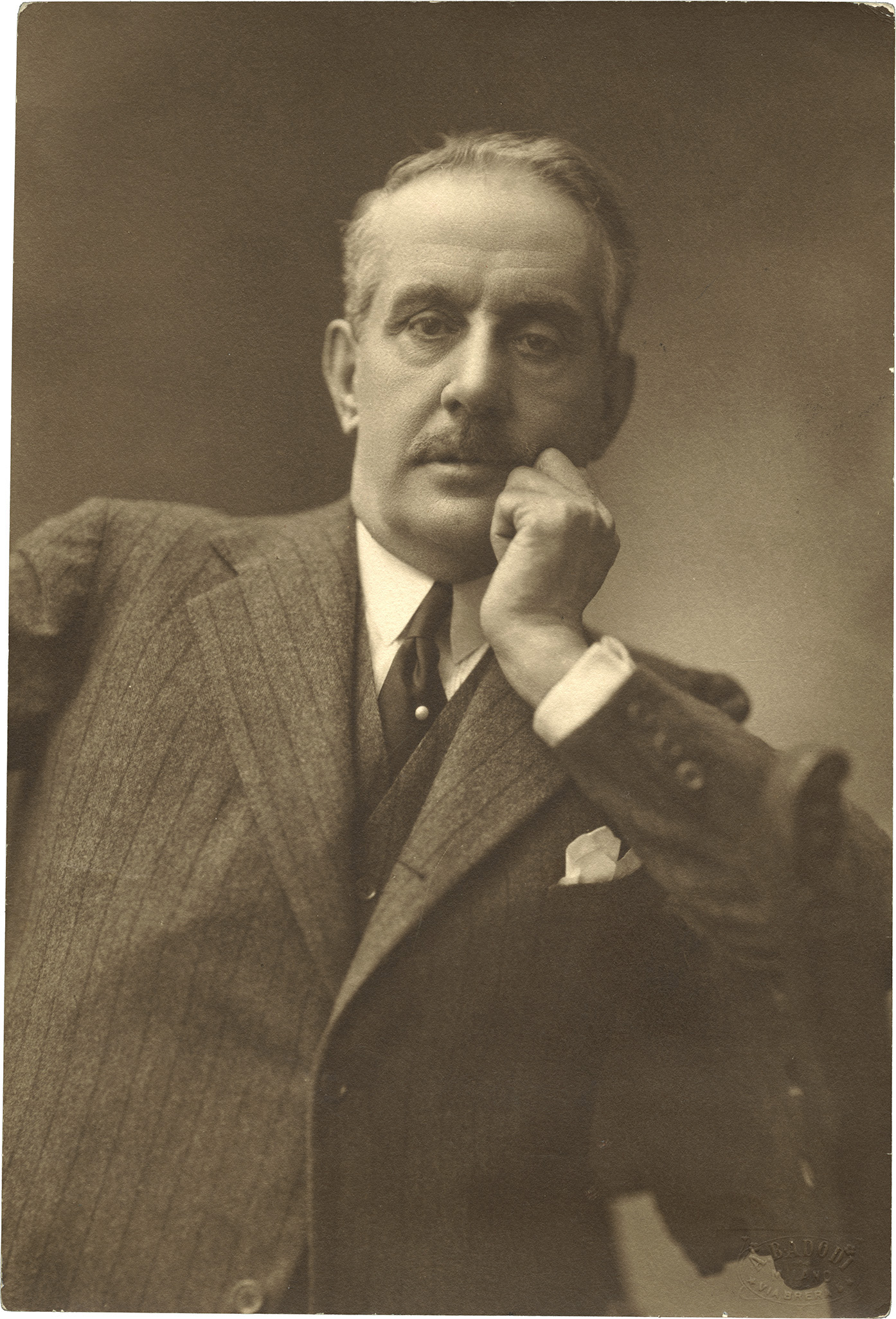
Giacomo Puccini

Sono conservate quasi 8 000 partiture autografe: fra le più importanti quelle delle opere di Gioachino Rossini, Giovanni Pacini, Vincenzo Bellini, Gaetano Donizetti, Giuseppe Verdi (gli autografi di 23 delle 28 opere da lui composte) e Giacomo Puccini. La carriera operistica di quest'ultimo si svolse interamente nell'ambito di Casa Ricordi all'infuori di un unico lavoro La rondine realizzata con Casa Sonzogno, al contrario del suo contemporaneo Pietro Mascagni che con Ricordi pubblicò la sola Iris. Gli autografi musicali comprendono non solo lavori strettamente operistici, ma anche sinfonici e cameristici. Il viaggio nell'archivio musicale parte da alcuni esempi risalenti alla metà del Settecento e, passando lungo tutto l'Ottocento e il Novecento, giunge sino ai giorni nostri: dai manoscritti autografi più antichi quali Il Ciro riconosciuto di Niccolò Jommelli andato in scena nel 1744 e dal Dixit Dominus di Alessandro Scarlatti, ai 24 Capricci di Niccolò Paganini, il cui frontespizio con le annotazioni dell'incisore, che per primo ne realizzò la matrice di stampa, dimostra come gli autografi siano veri strumenti di lavoro, fino alle partiture autografe di Amilcare Ponchielli, Franco Alfano, Ottorino Respighi, Ildebrando Pizzetti, ed a quelle di autori del secondo Novecento quali Bruno Maderna, Luigi Nono e Franco Donatoni.
L'Archivio conserva anche una vasta raccolta di romanze tuttora eseguite, legate ai nomi di Francesco Paolo Tosti, Luigi Denza, Mario Costa, Pier Adolfo Tirindelli, i cui testi recano la firma di Gabriele D'Annunzio, di Salvatore Di Giacomo. Presente nel fondo anche la sezione dei testi originali dedicati alla didattica musicale ancora oggi fondamentali, un nome per tutti: Ettore Pozzoli. Si ricordano infine non solo le composizioni scritte ex novo, ma importanti trascrizioni, adattamenti, riduzioni di autori quali Vivaldi, Bach ad opera di Maderna, Casella, Donatoni.

### Lettere
L'Archivio conserva più di 30 000 lettere scritte a Casa Ricordi da poeti, cantanti e compositori. Tra questi Giuseppe Verdi, Giacomo Puccini, Vincenzo Bellini, Giovanni Pacini, Franz Liszt, Francesco Florimo, Ottorino Respighi, Jules Massenet, Alfredo Casella, Luigi Nono. Sono presenti anche lettere di celebri librettisti come Luigi Illica e Giuseppe Giacosa, e di poeti quali Gabriele D'Annunzio e Arrigo Boito. È ricco l'assortimento di lettere che ribadiscono i continui rapporti mantenuti dai Ricordi con famosi cantanti come Teresa Stolz, Maria Waldmann, Victor Maurel.
La corrispondenza viene completata dai volumi dei Copialettere, ossia dalla raccolta di migliaia di lettere inviate dalla Ricordi a partire dal 1887 fino agli anni sessanta del secolo scorso, ad eccezione del periodo dal 1944 al 1953. Sono divisi per semestre, ogni semestre è composto da una media di 20-25 volumi, ogni volume ha 500 pagine, ogni semestre ha la sua rubrica di riferimento per rintracciare le singole lettere, che possono trattare di qualsiasi argomento. Ogni volume conserva in ultima pagina la ricevuta di deposito presso la Prefettura, che conferiva così valore legale a ogni missiva. I Copialettere rendono il fondo epistolare unico, in quanto permettono di ricostruire la corrispondenza di Casa Ricordi in entrata e in uscita. Talvolta i Copialettere costituiscono la sola traccia di una conversazione epistolare, ma si dimostrano altrettanto utili alla ricerca documentaria: ad esempio sono servite a ricostruire i rapporti di Casa Ricordi con il compositore Niccolò van Westerhout o con il direttore d'orchestra Arturo Toscanini.

### Iconografia
Le opere composte dai musicisti e acquisite da Casa Ricordi erano destinate ad essere rappresentate in teatro, quindi necessitavano di un allestimento, che veniva realizzato con la creazione di bozzetti scenici e figurini. I bozzetti, tavole rappresentanti l'architettura e l'impianto scenografico delle varie opere, erano spesso accompagnati dalle relative piante sceniche, che permettevano di capire come il disegno dovesse essere adattato, di volta in volta, al palcoscenico. L'Archivio conserva una ricca documentazione di bozzetti scenici, più di 600, che va dalla metà dell'Ottocento (i bozzetti di Giuseppe Bertoja per Attila di Giuseppe Verdi), agli anni trenta del Novecento (i bozzetti di Nicola Benois per La fiamma di Ottorino Respighi). Sono pezzi unici, strumenti di lavoro, che riportano correzioni o anche l'approvazione autografa del compositore come nel caso dei bozzetti di Pieretto Bianco per La Farsa amorosa su cui Riccardo Zandonai scrisse "bravo Pieretto, va benissimo". La tecnica è principalmente la tempera, seguita dall'olio e dal collage. Per uno stesso atto vi possono essere più varianti, si veda il caso di Tosca o La bohème o più piante sceniche per teatri grandi e piccoli, come per Il campiello di Wolf Ferrari. Questa molteplicità poteva essere dovuta ad esigenze sceniche o all'insoddisfazione del compositore, che non vedeva compresa la sua idea di movimento scenico e interpretativo, un esempio eclatante è la raccolta di bozzetti per Il Tabarro di Giacomo Puccini.
Bozzetti e figurini sono poi affiancati da un'importante raccolta di oltre 500 tavole di attrezzeria, che riunisce i disegni dei particolari sia dei bozzetti (arredamento, oggettistica, armi, carrozze), sia degli abiti (parrucche, gioielli, calzature, borse, cinture), fogge che spaziano fra le epoche e i paesi di tutto il mondo.
L'Archivio conserva, spesso nelle loro cartelle originali, anche le copie dipinte a mano di figurini e scene destinati al noleggio, con le quali l'editore Ricordi permetteva ai teatri di offrire al pubblico lo stesso allestimento della "prima".

### Libretti
La raccolta comprende più di 10 000 libretti, di cui i più antichi risalgono ai primi anni del XVII secolo fino ai nostri giorni. Comprende testi manoscritti e autografi, dattiloscritti, a stampa, con correzioni autografe, bozze e sunti.
La raccolta mostra l'iter creativo della stesura del testo: dai primi abbozzi alle successive versioni ricche di appunti e modifiche scritte spesso a più mani alle bozze di stampa, al testo definitivo e al sunto in più lingue destinato a giornali e programmi di sala. Ad esempio nel libretto del primo atto di La bohème con interventi di Puccini, dei librettisti Luigi Illica e Giuseppe Giacosa e dello stesso editore Giulio Ricordi.
La parte più consistente del fondo è costituita dai libretti a stampa, di cui per uno stesso titolo è conservato sia l'esemplare della "prima" che delle esecuzioni successive nei diversi teatri fino ad arrivare, per le opere più note, alle edizioni odierne.
Il fondo testimonia inoltre l'importante attività dell'acquisizione di cataloghi di altre case editrici, come accadde per l'Archivio del Teatro alla Scala da parte di Giovanni Ricordi. Ciò ha permesso di raccogliere nel tempo esemplari precedenti alla fondazione della Casa musicale, risalenti al Sei e Settecento, spesso pezzi unici, libretti arricchiti da annotazioni manoscritte sull'esito dello spettacolo, come quello per la prima di Otello di Verdi con segnalati i bis e le chiamate del pubblico, o come un'edizione dello Stabat Mater di Rossini impreziosita da locandine e da appunti dello stesso Giovanni, che racconta la prima esecuzione di Bologna diretta da Donizetti, o altri cui sono allegate brevi note di regia.
Fanno parte della raccolta anche le copie manoscritte destinate al controllo della censura, sia morale che politica, censura attiva sia in epoca verdiana come nel più tardo ventennio fascista, di cui sono giunti sino a noi 93 libretti con timbri e visti per la rappresentazione. Inoltre nella collezione è possibile ritrovare documenti di inestimabile valore, quali: il libretto autografo di Luigi Illica per Iris di Mascagni; il libretto per la nuova versione di "Simon Boccanegra" con gli interventi autografi di Giuseppe Verdi e Arrigo Boito; le bozze de La figlia di Jorio di Alberto Franchetti corrette da Gabriele D'Annunzio, il libretto di I cavalieri di Ekebù di Alfano con modifiche del librettista Arturo Rossato, con le indicazioni autografe della scrittrice premio Nobel, Selma Lagerlöf, dal cui racconto fu tratto il libretto. Vi è anche un'ampia raccolta di libretti manoscritti di opere donizettiane e la raccolta inedita di libretti autografi di Giuseppe Adami, anche per titoli poi non musicati.
Vi sono inoltre testi dattiloscritti e bozze con interventi autografi di libretti della seconda metà del '900, fra questi si citano le bozze corrette da Dino Buzzati (Era proibito di Luciano Chailly,1963) e Riccardo Bacchelli (Il calzare d'argento di Ildebrando Pizzetti, 1961), fino al testo autografo di Massimo Cacciari per il Prometeo di Luigi Nono del 1982.

### Fotografie

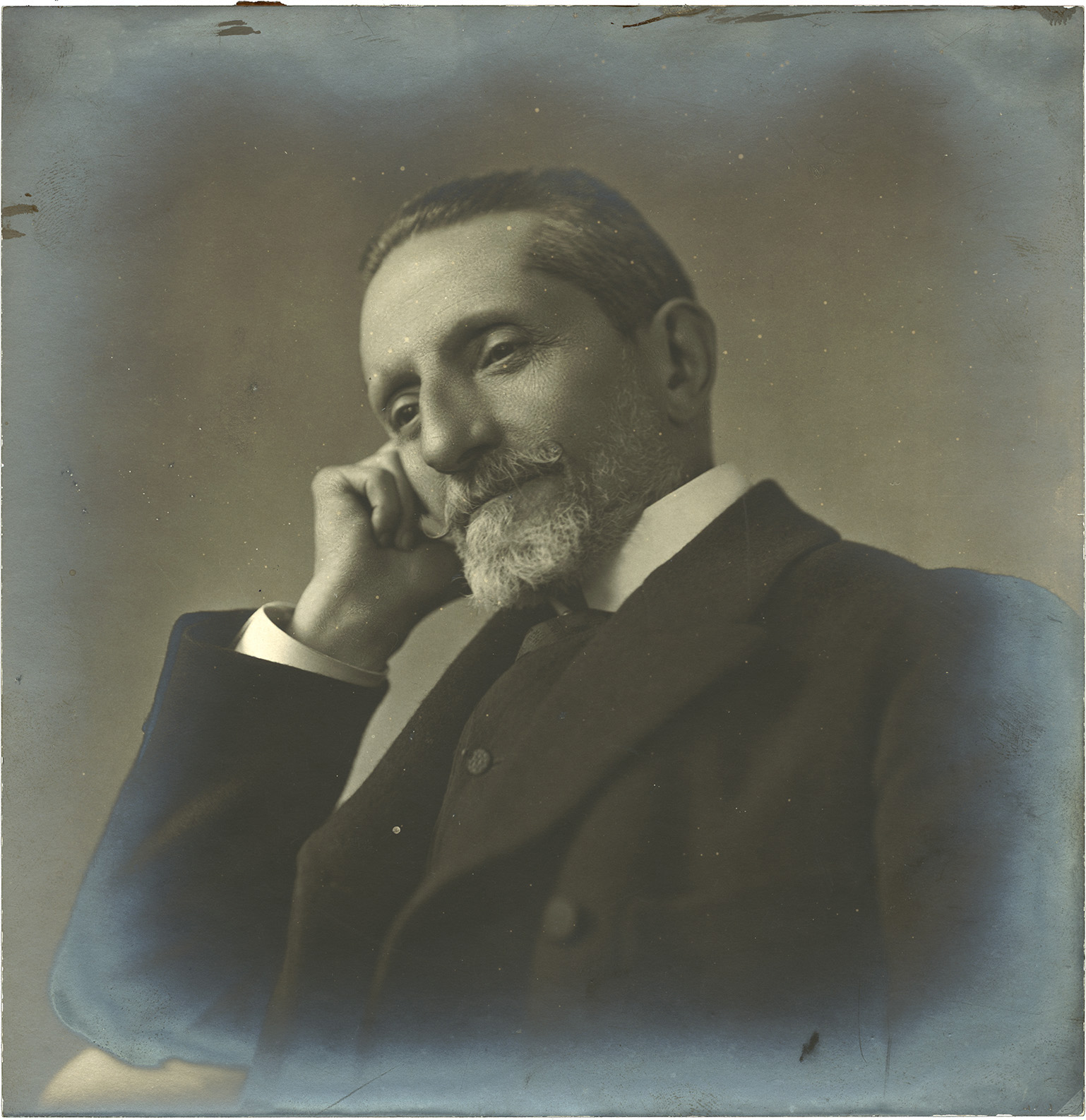
Giulio Ricordi

L'Archivio raccoglie circa 6 000 fotografie d'epoca che spaziano dal ritratto in studio o in esterno, a istantanee di scena. I soggetti più frequentemente immortalati sono cantanti, musicisti, direttori d'orchestra, ballerini, e attori che, ritratti sia in abiti di scena che nella loro quotidianità, permettono di ricostruire un interessante spaccato della moda del tempo. Spesso le fotografie riportano sul passepartout una dedica autografa ai rappresentanti della Ricordi, quale testimonianza del rapporto che legava gli artisti all'Editore.
Sono più di 800 i fotografi sia italiani che stranieri, presenti in Archivio con i loro scatti stampati nei formati più vari dalla "carte de visite" fino ai grandi formati, tra i quali Varischi & Artico, Pagliano, Guigoni & Bossi, Pilotti & Poysel, Emilio Sommariva, Adolfo Ermini, Luxardo, Achille Ferrario (che ritrasse spesso Giuseppe Verdi), Luigi Montabone, Leone Ricci, Giulio Rossi, Attilio Badodi (cui si devono gli ultimi ritratti di Giacomo Puccini), gli americani Hall e White con i loro servizi delle "prime" pucciniane al Metropolitan, una ventina di scatti provenienti dallo studio Nadar, altri da Reutlinger. Altre foto provengono da studi fotografici di Lipsia, San Pietroburgo, Vienna, Il Cairo, Marsiglia, Londra, Budapest, Sao Paulo, ecc. Non mancano immagini della storia aziendale e quelle dei componenti della famiglia Ricordi nel corso degli anni. Molte di queste fotografie sono poi state pubblicate sulle riviste edite da Ricordi come Musica e Musicisti e Ars et Labor (1902-1912). Le fotografie non solo ritraggono persone ma anche eventi divenuti storici come la traslazione di Giuseppe Verdi alla Casa di riposo per musicisti attraverso Milano (1901) con la famosa foto di una gremita Piazza Castello o la serie di cambiamenti d'abito di Fregoli, il più noto trasformista della storia del varietà. A queste si uniscono circa 200 fotografie di scena delle prime rappresentazioni di opere, tra cui figura La bohème (1896) o riprese come il Faust di Gounod alla Scala nel 1904. Alcuni compositori o disegnatori erano a loro volta fotografi dilettanti come lo stesso Giacomo Puccini (suoi alcuni scatti in Egitto e all'Abetone), Leopoldo Metlicovitz, grafico e pittore, cui dobbiamo un "reportage" alla villa di Verdi a Sant'Agata, trasformato poi in una serie di acquerelli, conservati anch'essi in archivio.

### Manifesti e grafica
La Ricordi era, a cavallo tra l'Ottocento e il Novecento, l'unica casa editrice nel mondo in grado di realizzare e riprodurre manifesti di grandi dimensioni, tanto da ricevere commissioni da ditte d'oltreoceano. Ricordi fu uno dei primi in Italia a comprendere l'importanza che poteva avere il manifesto; all'inizio lo utilizzò per reclamizzare la propria attività musicale, poi, visto il successo, decise di mettere al servizio di altre aziende le capacità creative dei suoi grafici e le potenzialità tecniche delle sue Officine. Nacquero così, accanto ai cartelloni per Manon Lescaut o Turandot, quelli per il Bitter Campari, la birra Peroni, l'acqua Uliveto, la Rinascente o Il Corriere della Sera, le biciclette Bianchi, e così via.
Primo direttore artistico fu Adolf Hohenstein, ben presto affiancato da nomi quali Leopoldo Metlicovitz, Marcello Dudovich, Leonetto Cappiello, Franz Laskoff, Luigi Caldanzano.
Degne di particolare menzione sono la serie di 6 cartelloni per Cabiria, una delle primissime opere cinematografiche italiane (1914), diretta da Giovanni Pastrone e quella per i Magazzini Mele di Napoli, splendido esempio di storia del costume a cavallo del secolo scorso. Gli stessi disegnatori si occupavano anche di illustrare con splendide copertine sia le riviste edite da Ricordi che le edizioni musicali a stampa, come le riduzioni per canto e pianoforte. Questa tradizione grafica è proseguita anche nel secondo novecento, basti pensare ai disegni a china realizzati da Peter Hoffer, Crepax, Attilio Rossi.
Una sezione di recente formazione è costituita dalle stampe, principalmente ritratti di compositori e cantanti, in origine raccolte con le fotografie e ora oggetto di una collezione a sé stante che conta 200 pezzi: fra i nomi più noti si citano Alessandro Sanquirico e Roberto Focosi.

### Edizioni musicali
La musica a stampa è suddivisa in due sezioni: Numerici (fascicoli sciolti); Partiture e Riduzioni operistiche - per canto e pianoforte, pianoforte solo, pianoforte a 4 mani (in volumi).
1. Numerici: a questa sezione appartengono le edizioni a stampa, conservate in ordine di numero di catalogo, dal n.1, Le stagioni dell'anno di Antonio Nava, pubblicato nel 1808 al numero 110 399 (del 1905). Di uno stesso pezzo si può trovare archiviata sia l'edizione più antica che le successive nuove edizioni o ristampe (fino agli anni ottanta-novanta del Novecento). Nel corso degli anni e soprattutto dopo il bombardamento del 1943 la raccolta ha subìto gravi danni e risulta incompleta, mancano diversi esemplari soprattutto della prima metà dell'Ottocento oppure si sono conservate solo le copie più recenti. Sono presenti alcune edizioni d'epoca sia realizzate da Ricordi per "conto terzi", sia provenienti da altre case editrici musicali quali Gio.Canti, Lucca, e Girard, Napoli.
2. Partiture e riduzioni operistiche: dai volumi delle edizioni più antiche in formato oblungo, risalenti alla prima metà dell'Ottocento fino ad alcuni volumi editi negli anni ottanta del Novecento. Fanno parte di questa sezione: partiture a noleggio, alcune con note manoscritte del compositore o del direttore d'orchestra; edizioni critiche; facsimili; riduzioni con correzioni e dediche autografe del compositore; con copertine illustrate da noti disegnatori, quali Metlicovitz, Cisari, Edel; con frontespizi illustrati; edizioni lusso a tiratura limitata; partiture in formato tascabile di musica operistica, sinfonica, da camera. I testi sono in italiano, inglese, francese, tedesco, spagnolo.[5]

### Amministrazione
Il fondo è costituito dai documenti legati alla storia aziendale della società: i primi contratti stipulati da Giovanni Ricordi come copista, i libri mastri datati dal 1814 a metà Ottocento, i documenti della scuola di istruzione musicale e incisoria aperta in azienda dal fondatore e proseguita per più di un secolo, i registri manoscritti con tutte le edizioni acquisite da Ricordi dal 1808 ad oggi, i cataloghi pubblicati da Ricordi e dalle Case musicali assorbite, le riviste musicali a partire dalla Gazzetta Musicale di Milano fondata nel 1842, le rassegne stampa con la raccolta delle recensioni. A questi si aggiungono i contratti originali stipulati con compositori e librettisti da Giuseppe Verdi e Giacomo Puccini a Franco Alfano e Gian Carlo Menotti, da Arrigo Boito e Luigi Illica a Sem Benelli e Arturo Rossato.
Non dimenticando le battaglie a difesa del diritto d'autore intraprese sia dal fondatore Giovanni Ricordi che dai suoi successori, si segnala la presenza di una raccolta, per titolo d'opera, di testate di giornali d'epoca con la notizia delle acquisizioni di nuove opere e le relative diffide: Ricordi ne era il solo proprietario e quindi l'unico autorizzato a stampare, vendere e noleggiare il contenuto musicale.

#### Libroni
Registri manoscritti, comunemente noti col termine di "Libroni", in cui vengono registrati i pezzi acquisiti da Casa Ricordi, dal primo nel 1808, le Stagioni dell'anno di Antonio Nava, ad oggi. L'ultimo registro presente in Archivio arriva al n.137500 (anno 1996). In Archivio sono presenti 37 volumi, cui si aggiungono i 4 relativi all'Editore Lucca, assorbito nel 1888. Vi sono inoltre altri 14 volumi, sempre manoscritti, così suddivisi: edizioni Ricordi Parigi (volumi 3); edizioni Ricordi New York, contiene anche un elenco incompleto delle edizioni Ricordi Londra (volume 1); edizioni con il numero di catalogo preceduto dalle sigle ER (volumi 3, di cui 2 compilati e 1 in bianco) e PR (volume 1); Registro delle pubblicazioni dell'Editore Zanibon di Padova, di più recente acquisizione (volume 1); Catalogo (in ordine numerico) delle Opere depositate ai diversi Ministeri n.1-18199 (volume 1); Catalogo (in ordine alfabetico) delle Opere in Partitura depositate ai diversi Ministeri (volume 1); Depositi alla Regia Procura di Stato, anni 1932-1941 e Depositi Ufficio Proprietà Letteraria, anni 1941-1958 (volume 1); Depositi alla Procura (volume 1, anni 1941-1955); Registro dello Stampatore (volume 1, anni 1956-1960).

#### Contratti
I contratti sono in gran parte quelli stipulati dall'editore con i compositori, i librettisti e l'autore del testo originario da cui verrà tratto il libretto, un esempio l'opera La Nave di Montemezzi, il cui libretto è tratto da un precedente lavoro di D'Annunzio. Vi sono poi altri contratti legati alla figura del fondatore Giovanni Ricordi e alla nascita della Casa musicale, come quelli che si riferiscono alla sua attività di copista, il legame e il successivo scioglimento del rapporto con Felice Festa, e altri stipulati con i giovani che entravano alla scuola d'incisione musicale aperta in azienda. Una parte dei contratti stipulati con i compositori è stata riassunta nel volume manoscritto Riassunto dei contratti di acquisto di opere teatrali, che copre il periodo 1839-1892, ve ne sono 3 copie diverse, di cui la prima redatta da Giuseppe Albinati nel 1882. I contratti catalogati sino ad oggi sono 368, il numero non può dirsi definitivo, in quanto alcuni contratti, o loro bozze, vengono ancora rinvenuti come allegati di altri documenti, quali ad esempio lettere o libretti.

#### Libri contabili
I libri contabili manoscritti comprendono i cosiddetti "mastrini" che registrano l'attività commerciale al dettaglio svolta dall'editore Ricordi dalla fine del 1813 all'inizio del 1824, sono 3 e a questi si aggiungono altri 4 volumi, i cosiddetti "Libri d'Oro", relativi al periodo dal 1832 al 1845.

#### Diffide
Avvisi pubblicati dall'editore per rendere nota l'acquisizione e la proprietà di una o più opere. Gli avvisi venivano pubblicati su più testate di giornali, data la divisione dell'Italia in tanti Stati diversi; per le sole opere verdiane ne risultano 126. Sono suddivisi in buste ordinate per titolo d'opera. Un medesimo avviso poteva comprendere più titoli, la novità e altre opere già acquisite di cui si ricordava la proprietà. Gli avvisi indicativamente coprono l'arco cronologico dalla prima metà dell'800 ai primi anni del Novecento.

#### Sedute
Si tratta di 6 volumi manoscritti, vidimati dal Tribunale di Milano, che riportano le Sedute dal 1888 al 1983. Sono così suddivisi: Sedute dell'Assemblea dei Soci (volumi 3, da novembre 1888 a ottobre 1951); Sedute del Consiglio di Vigilanza (volumi 2, da settembre 1900 a maggio 1952); Sedute del Collegio Sindacale (volume 1, da luglio 1952 a giugno 1983).

#### Miscellanea
La "miscellanea" comprende: attestati e diplomi assegnati a Casa Ricordi per le sue attività, una raccolta di cambiali, un libro denominato Avvisi che raccoglie i primi annunci pubblicati da Ricordi sulla Gazzetta Musicale di Milano; due rubriche manoscritte intitolate rispettivamente Nota delle Opere e dei Pezzi staccati d'Opere di proprietà di Ricordi ceduti in vendita (dal 1842 al 1864) e Repertorio delle opere e dei balli nell'I.R.Teatro alla Scala, 1778-18..; il Libro di Matricola degli Operai e impiegati addetti allo Stabilimento Ricordi e Finzi in Milano (fine Ottocento-1958) e una rubrica manoscritta Nascite e decessi.